# حزب الجماهير من أجل العمل
حزب الجماهير من أجل العمل (بالفرنسية: Parti des Masses pour le Travail)‏ هو حزب سياسي في النيجر.

## التاريخ
تأسس الحزب في 8 يونيو 1992.  في انتخابات 1993 البرلمانية حصل على 1.2٪ من الأصوات، وفشل في الفوز بمقعد في الجمعية الوطنية. كما فشل في الفوز بمقعد في انتخابات عام 1995، لكنه فاز بمقعدين في انتخابات عام 1996 التي قاطعتها أحزاب المعارضة الرئيسية. 
حصل الحزب على 34 صوتًا فقط في الانتخابات البرلمانية لعام 1999، مما أدى إلى خسارة كلا المقعدين.  في انتخابات عام 2004، خاض الانتخابات مع التحالف النيجيري للديمقراطية والتقدم، لكنه فشل في الفوز بمقعد.  واستعاد التمثيل البرلماني عندما فاز بمقعد واحد في انتخابات 2009 التي قاطعتها المعارضة الرئيسية.  ومع ذلك، لم يخض انتخابات 2011 وأعلن أنه غير مؤهل لخوض انتخابات عام 2016 من قبل المحكمة الدستورية. 